# Lenzī
Lenzī (persiska: لنزی) är en ort i Iran.   Den ligger i provinsen Gilan, i den nordvästra delen av landet, 400 km nordväst om huvudstaden Teheran. Lenzī ligger 680 meter över havet och antalet invånare är 157.
Terrängen runt Lenzī är kuperad åt nordost, men åt sydväst är den bergig. Terrängen runt Lenzī sluttar brant österut. Runt Lenzī är det ganska glesbefolkat, med 45 invånare per kvadratkilometer. Närmaste större samhälle är Bālā Maḩalleh-ye Chūbar, 7,4 km sydost om Lenzī. I omgivningarna runt Lenzī växer i huvudsak blandskog.